# Пантидрако
Пантидрако (лат. Pantydraco) — род ящеротазовых динозавров из группы завроподоморф, живших в позднем триасовом периоде (около 228—199 миллионов лет назад) на территории нынешней Европы.
Окаменелости были найдены в Англии. Впервые описан палеонтологами Yates и Kermack в 2007 году. Представлен одним видом — Pantydraco caducus.